# エドゥアルド・スエンソン

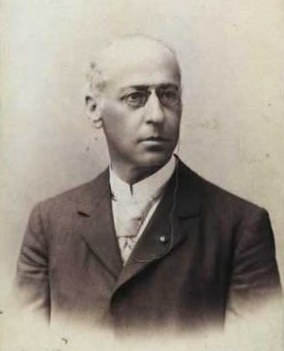
エドゥアルド・スエンソン

エドゥアルド・スエンソン（Edouard Suenson、1842年7月26日 - 1921年9月21日）は、デンマーク海軍の軍人で幕末の日本に滞在し、明治4年（1871年）には大北電信会社の責任者として再来日し、日本最初の海底ケーブルを敷設した。

## 経歴
スエンソンは1842年7月26日、コペンハーゲンで生まれた。同名の父は、デンマーク海軍の中将で、ヘルゴラント海戦でのデンマークの戦術的勝利に導いている。スエンソンは1855年に、父が校長を務める海軍兵学校に入学、1861年には少尉に任官した。その後フランス海軍に出向し、1866年8月10日（慶応2年7月1日）、フランス海軍の一員として横浜に到着した。同年11月には朝鮮の江華島攻撃（丙寅洋擾）に参加し、負傷している。翌1867年5月1日（慶応3年3月27日）には、フランス公使レオン・ロッシュが徳川慶喜に謁見する際に陪席した。1867年7月に日本を離れた。
帰国後はデンマーク海軍に復帰し、1868年には中尉とった。1870年には海軍大臣ヴァルデマール・ルドルフ・フォン・ロースリョフ（Valdemar Rudolph von Raasløff）の副官となった。
1869年6月にコペンハーゲンで国際通信社を目指して大北電信会社が創業された。翌1870年には子会社の大北中日電信会社が設立され、中国と日本への海底ケーブルの敷設を目指した。創業者のカール・フレデリック・ティットゲン（Carl Frederik Tietgen）は、ロースリョフを介してスエンソンを説得し、海軍省より休暇をとらせて、大北電信会社の責任者として日本に派遣した。1871年8月、上海・長崎間の海底ケーブルが開通、8月末には長崎・ウラジオストク間の海底ケーブルが開通した。シベリアでの工事がやや遅れたものの、1872年1月1日には、日本はヨーロッパと電信線で直結された。なお、この時点では日本国内の電信網が長崎まで達しておらず、ヨーロッパの情報は長崎までは一瞬で届くものの、東京まで達するにはなお数日を要した。
スエンセンは1873年に部長、1874年に常務、1877年には社長に昇進し、1908年までその職にあった。
明治政府はスエンセンの功績を称え、1883年に勲三等旭日中綬章、1891年には勲二等瑞宝章を贈っている。
1921年9月21日没。

## 参考
- 大北電信株式会社編、国際電信電話株式会社訳『大北電信株式会社―1869-1969年会社略史』、国際電信電話、1972年、ASIN: B000J9PFT8
- NTT-WEマリン　海底線まめ知識　おもしろ逸話